# Fabián Acosta
Fabián Acosta (Buenos Aires, 1967) es un coreógrafo y bailarín argentino de tango.
Desde 1995 vive en Alemania.

## Biografía
Fabián Acosta se ha formado con los instructores de tango, folclor argentino y flamenco más importantes del mundo.
Ha trabajado como director y coreógrafo en compañías de danza en varios países del mundo.
Desde 1995 vive en alguna ciudad de Alemania, donde fundó su grupo Acosta’s Company Shows, desde donde sale de gira por todo el mundo.